# 輸入信號整形
輸入信號整形（Input Shaping）是數控機床中減少振動的開環控制技術，其作法是產生一命令信號來消除其自身的振動。較早命令信號產生的振動會由後面命令信號產生的振動所抵消。輸入信號整形的作法是將脈衝（稱為輸入整形器）和任意命令信號進行卷積。接著用整形後的命令來驅動系統。若整形器的脈衝選擇得當的話，整形後的命令產生的殘餘振動會比原始命令的振動要小。脈衝的振幅以及時間會依照系統的自然振動頻率以及阻尼比決定。輸入信號整形可以調整到對系統參數的誤差有高強健性。

## 外部連結
- Input shaping simulator （页面存档备份，存于） demonstrates the filter principle on a gantry crane control problem.